# Belcarra
Belcarra – niewielka miejscowość w Kanadzie, w prowincji Kolumbia Brytyjska, położona nad fjordem Indian Arm, w pobliżu miasta Vancouver, licząca 701 mieszkańców (2007).